# Ratufa bicolor
Ratufa bicolor — це велика деревна вивірка з роду Ratufa, що походить із Індомалайського зоотопу. Зустрічається в лісах північного Бангладешу, північно-східної Індії, східного Непалу, Бутану, південного Китаю, М'янми, Лаосу, Таїланду, Західної Малайзії, Камбоджі, В'єтнаму та західної Індонезії (Ява, Суматра, Балі та прилеглі малі острови). Живе на висотах від 500 до 2500 м н.р.м. Зустрічається в тропічних і субтропічних гірських вічнозелених і сухих листяних лісах.

## Спосіб життя
Це денний і деревний вид, який іноді живиться на підстилці лісу. Він погано переносить зміну середовища проживання і має тривалий період генерації від восьми до дев'яти років, з розміром виводка від одного або двох дитинчат. Середня тривалість життя в неволі становить 18 років.

## Трофічні зв'язки
Як і більшість вивірок, Ratufa bicolor їдять фрукти та горіхи. Мало що відомо про їхню фуражну діяльність і кількість їжі, яку вони споживають. Місцеві жителі в межах його ареалу наполягають на тому, що вони часто відвідують їхні сади. Ratufa bicolor є здобиччю кількох видів. Вони живуть у верхній частині полога, що дозволяє їм уникати багатьох наземних хижаків. Однак їм загрожують хижі птахи. R. bicolor також піддаються ризику хижацтва зміями, коли перебувають у кроні. Щоб зібрати їжу на лісовій підстилці, вони час від часу спускаються; під час цього їм загрожує хижацтво з боку наземних м'ясоїдних.